# Gemma Llabrés
Gemma Valentina Llabrés Busch (1998) es una deportista española que compite en acuatlón. Ganó una medalla de bronce en el Campeonato Europeo de Acuatlón de 2025.

## Palmarés internacional
| Campeonato Europeo | Campeonato Europeo | Campeonato Europeo | Campeonato Europeo |
| Año                | Lugar              | Medalla            | Prueba             |
| ------------------ | ------------------ | ------------------ | ------------------ |
| 2025               | Pamplona (España)  | Medalla de bronce  | Individual         |